# Félix de Azara
Félix de Azara (Barbuñales, Província de Huesca, Espanha, 18 de maio de 1742 — Huesca, 20 de outubro de 1821) foi um militar, engenheiro, explorador, cartógrafo, antropólogo, humanista e naturalista espanhol. Era irmão do político e diplomata José Nicolás de Azara.

## Biografia
Filho de influente família aragonesa estudou nas Universidades de Huesca e Barcelona, onde habilitou-se para as carreiras das armas e de engenharia, tendo obtido o posto de Cadete em 1764. Como engenheiro, conta entre seus feitos a construção do Forte de Mallorca, um dos pontos turísticos mais conhecidos da Espanha. Foi herói da guerra da Argélia, onde quase perdeu a vida em 1775 por conta de um ferimento em uma das pernas. Foi enviado à América do Sul pelo rei Carlos III em 1781 para, juntamente com uma comissão bilateral, dar forma aos limites hispano-portugueses no Novo Mundo, contendo o contrabando e legitimando os tratados de limites entre as duas coroas. Ali, enquanto aguardava a chegada da delegação portuguesa que com ele deveria dar andamento às atividades de delimitação, por doze anos escreveu sobre os recursos, geografia, fauna, flora e hábitos humanos do novo continente. Pela sua curiosidade intelectual, mesmo sem a formação técnica necessária, tornou-se o primeiro naturalista a descrever o Paraguai, e o grande mentor da colonização da Banda Oriental do Uruguai, ao lado de seu auxiliar Artigas, hoje reconhecido como patriarca da nacionalidade uruguaia. Foi durante este período que estabeleceu o povoado de São Gabriel do Batovi, em 1800, denominado desta forma em homenagem ao vice-rei do Rio da Prata, Dom Gabriel de Avilez y del Fierro. Este povoado deu origem a uma cidade de mais de 62 mil habitantes (censo 2004), na Fronteira Oeste do estado brasileiro do Rio Grande do Sul, que desde 2003 tem laços de irmandade com a província de Huesca, terra natal de seu fundador.
Tendo a vantagem de ter estudado os animais do novo continente em seu habitat natural, descreveu conceitos que desmistificaram teses de grandes naturalistas como conde de Buffon. Em 1801, retorna à Europa, onde graças à influência do seu irmão, embaixador Nicolás de Azara, seus livros já haviam sido publicados, obrigando a ciência européia a rever seus conceitos. Charles Darwin citaria diversas vezes, pouco mais de meio século depois, as pesquisas de Azara em sua Teoria de Evolução das espécies. O próprio Napoleão Bonaparte apresentou Azara no Museu de História Natural, a instituição mais relevante da época, de onde conquistou o mundo científico de então. Teve livros traduzidos para o inglês e o alemão.
É considerado com justiça por seus compatriotas um precursor do evolucionismo e do humanismo, tendo defendido o tratamento humanitário aos indígenas americanos em seus escritos.
Rejeitou, em 1815, a Ordem de Isabel, a Católica, em protesto contra os ideais absolutistas que, então, reinavam na Espanha. Recusou o posto de Vice-Rei do México e faleceu em sua terra natal.
A Deputação Provincial de Huesca concede anualmente, em sua memória, um prêmio ambiental que está entre os mais importantes da Europa. Félix de Azara é nome de praças, estátuas e avenidas em Buenos Aires, Montevidéo, Madrid, Paris, Assunção, São Gabriel e diversas outras cidades nos dois continentes.
A abreviação ‘Azarae’ é usada para indicar a Félix de Azara como autoridade na descrição e classificação científica de espécies animais. Vários animais foram nomeados em sua homenagem, incluindo o macaco-da-noite de azara (Aotus azarae), cutia-de-azara (Dasyprocta azarae), rato-do-chão-de-azara (Akodon azarae) e Azara's Spinetail (Synallaxis azarae).
A cidade de Azara na província de Misiones, na Argentina,recebeu seu nome em memória do seu trabalho na região. Uma crista montanhosa na lua foi denominado de Dorsum Azara em sua honra.

## Obras
- Essai sur l'histoire naturelle des quadrupèdes du Paraguay (1801).
- Apuntamientos para la Historia natural de los cuadrúpedos del Paraguay y Río de la Plata (1802).
- Voyage dans l'Amerique meridionale depuis 1781 jusqu'en 1801 (1809).